# Цоу
Цоу (кит. упр. 鄒族, пиньинь Zōu, палл. цзоу) — народ из группы аборигенов Тайваня. Проживают в тайваньских уездах Наньтоу, Цзяи и Гаосюн. Говорят на языке цоу.
В 2000 году численность цоу составляла 6169 человек, а в 2020 году — 6715 человек, что соответствует 1,6 % от числа тайваньских аборигенов.
Цоу проживают в селениях в окрестностях горного района Алишань. В течение года они организуют красочные ритуалы и церемонии, открытые в том числе для посещения туристами. Наиболее известна ежегодная церемония маясви (Mayasvi), посвящённая богу войны, проводимая в середине февраля.
В августе проводится праздник урожая проса хомеяя (Homeyaya), который также сопровождается церемониями и танцами.
Исследованием языка цоу занимался Н. А. Невский в 1930-е годы, в 1935 году были опубликованы его грамматические материалы и словарь, переизданные на Тайване в 1987 году.

«Племя Цоу, согласно статистическим данным 1918 г., состоит из 1755 человек и делится на вышеупомянутые четыре самостоятельные клана, которые живут в четырёх больших селениях (hosa), и четырнадцати малых (ɭenohiu), разбросанных в высокой горной области. Такая малочисленность племени, по-видимому, явление вполне „нормальное“ для подобного рода полудиких племен, обитающих в разных концах земного шара, вымирающих и вырождающихся под прямым и непосредственным влиянием капиталистической цивилизации».— Материалы по говорам языка цоу. — М.—Л.: Изд-во АН, 1935